# Конг: Островът на черепа
Вижте пояснителната страница за други значения на Кинг Конг.
„Конг: Островът на черепа“ (на английски: Kong: Skull Island) е американски филм за чудовища от 2017 г. на режисьора Джордан Вогт-Робъртс. Той е вторият от филмовата поредица, наречена МонстърВърс.

## Заснемане
Снимките започват на 19 октомври 2015 г. и завършват на 18 март 2016 г.